# Pommers voetbalkampioenschap 1906/07
In 1906/07 werd het tweede Pommers voetbalkampioenschap gespeeld, dat georganiseerd werd door de Pommerse voetbalbond. Stettiner FC Titania werd kampioen. De club nam nog niet deel aan verdere regionale eindrondes. 

## Eindstand
| Plaats | Club                      | Wed. | W | G | V | Saldo | Ptn |
| ------ | ------------------------- | ---- | - | - | - | ----- | --- |
| 1.     | Stettiner FC Titania      |      |   |   |   |       | 20  |
| 2.     | Stettiner SC Preußen 1901 |      |   |   |   |       | 17  |
| 3.     | Stettiner SpVgg 05        |      |   |   |   |       | 12  |
| 4.     | FC Blücher 1904 Stettin   |      |   |   |   |       | 8   |
| 5.     | SpV Wacker 1904 Stettin   |      |   |   |   |       | 7   |
| 6.     | Stettiner FC Union        |      |   |   |   |       | 6   |
| 7.     | Stettiner FC Adler 1903   |      |   |   |   |       | 2   |

|  | Kampioen |